# Ornithogalum viridiflorum
Ornithogalum viridiflorum là một loài thực vật có hoa trong họ Măng tây. Loài này được (I.Verd.) J.C.Manning & Goldblatt mô tả khoa học đầu tiên năm 2003.